# Gian Carlo Wick
Gian Carlo Wick (Turim, 15 de outubro de 1909 — Turim, 20 de abril de 1992) foi um físico teórico italiano.
Publicou trabalhos fundamentais sobre a teoria quântica de campos. Seu nome é lembrado na rotação de Wick, teorema de Wick e produto de Wick.

## Publicações selecionadas
- Über die Wechselwirkung zwischen Neutronen und Protonen, Zeitschrift für Physik 84, #11–12 (1933), pp. 799–800, doi:10.1007/BF01330504.
- The Evaluation of the Collision Matrix, Physical Review 80 (1950), pp. 268–272, doi:10.1103/PhysRev.80.268.
- Properties of Bethe-Salpeter Wave Functions, Physical Review 96 (1954), pp. 1124–1134, doi:10.1103/PhysRev.96.1124 (introduced the Wick rotation.)
- Introduction to Some Recent Work in Meson Theory, Reviews of Modern Physics 27 (1955), pp. 339–362, doi:10.1103/RevModPhys.27.339.
- (com Maurice Jacob) On the general theory of collisions for particles with spin, Annals of Physics 7, #4 (de agosto de 1959), pp. 404–428, doi:10.1016/0003-4916(59)90051-X.
- (com Arthur Wightman e Eugene Paul Wigner) Superselection Rule for Charge, Physical Review D 1 (1970), pp. 3267–3269, doi:10.1103/PhysRevD.1.3267.
- (com Tsung-Dao Lee) Vacuum stability and vacuum excitation in a spin-0 field theory, Physical Review D 9 (1974), pp. 2291–2316, doi:10.1103/PhysRevD.9.2291.